# Ring (wrestling)
Nel wrestling il ring (in italiano, quadrato) è appunto lo spazio quadrato (in alcuni casi esagonale) all'interno del quale si svolgono gli incontri tra i wrestler.

## Configurazione e costruzione

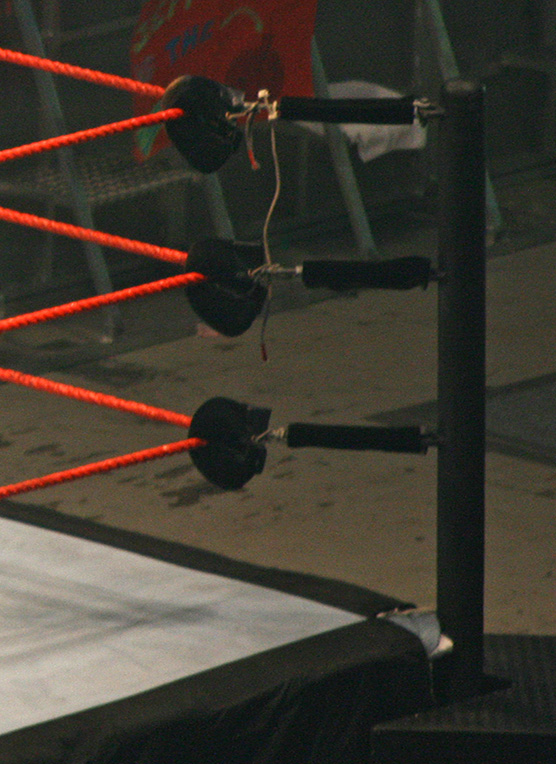
La struttura degli angoli di un ring della WWE mostra l'attacco delle corde del ring al paletto del ring attraverso un turnbuckle (tenditore, gancio estensibile)

La configurazione e costruzione del "tradizionale" ring è molto simile a quella di un ring di pugilato, ma la versione per il wrestling ha solo tre corde, una meno di un normale ring di pugilato. Inoltre le corde sono più tese rispetto a quelle del ring di pugilato. Per la maggior parte (anche se non tutti) i ring di wrestling sono più imbottiti e adatti ad ammortizzare le cadute rispetto ai ring di pugilato, anche se ciò varia in base alle preferenze del promoter, termine con il quale si indica la persona proprietaria di una federazione (promotion) che realizza eventi di wrestling.
I ring di wrestling sono generalmente composti da molti tubi d'acciaio sovrastati da un "tappeto" di legno ricoperto con un'imbottitura di schiuma e un telo di interfodera, con alte gonnelline ai lati per evitare che gli spettatori possano vedere cosa c'è sotto. Attorno al ring ci sono tre corde del ring che, a seconda della federazione sono corde di canapa (sono così le corde della WWE e di varie federazioni indipendenti) o cavi di acciaio rivestiti da una combinazione di nastro sigillante e gomma piuma. Queste corde sono sollevate e tenute in tensione da dei turnbuckle ("tenditori", "ganci estensibili") che a loro volta sono appesi a dei pali d'acciaio, i paletti del ring. La parte dei turnbuckle che si affacciano all'interno del ring sono di solito abbondantemente imbottiti, sia individualmente, come negli Stati Uniti, sia con un'unica grande imbottitura per tutti e tre, in maniera molto simile ai ring di pugilato, come in Giappone. Di solito attorno al ring ci sono due blocchi di gradoni d'acciaio (uno da un lato e uno dall'altro del ring) che alcuni wrestler usano per entrare e uscire dal ring. Tutte le parti del ring sono spesso usate come parte di mosse offensive e difensive.
I ring di wrestling sono di varie forme e dimensioni: molti misurano tra i 14 e i 20 piedi (tra i 4 e i 6 metri) per lato, misurato all'interno dei ganci/tenditori estensibili). La WWE usa un ring da 20 piedi (6 metri) quadrati, mentre in passato la World Championship Wrestling e la Extreme Championship Wrestling usavano, così come la Total Nonstop Action Wrestling (TNA) usa tuttora, un ring da 18 piedi (5 metri e mezzo) quadrati. Tipicamente i ring di wrestling sono più piccoli rispetto ai ring di pugilato. I ring tipicamente includono un'area denominata "apron" che si estende per uno o due piedi (30-60 centimetri) oltre le corde. Il ring stesso è generalmente alto tra i 3 e i 4 piedi (90-120 centimetri).

## Variazioni

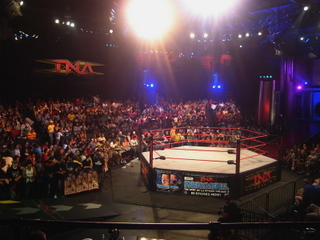
Un ring di wrestling esagonale, usato agli inizi dalla Total Nonstop Action Wrestling; anche l'Asistencia Asesoría y Administración in Messico usa un ring similare

Il ring tradizionale (come quello usato dalla WWE) è di quattro lati, ma esistono altre configurazioni, come il ring a sei lati usato dalla Asistencia Asesoría y Administración. Anche la TNA ha usato un ring a sei lati dal 2005, prima di tornare al ring a quattro lati nel pay-per-view Genesis del 2010.
Il termine "cerchio quadrato" (squared circle) è spesso usato dalle federazioni di wrestling e dai promoter per riferirsi al ring. È un termine originato dalla tradizionale lotta greco-romana, perché si lotta su un tappeto quadrato con un cerchio disegnato al suo interno. Questo formato è ancora usato nelle competizioni di wrestling amatoriale in tutto il mondo. È possibile che i promoter di wrestling abbiano adottato questo termine dai loro inizi, o potrebbe semplicemente essere che ci si riferisce a esso come "ring" (che in inglese è traducibile letteralmente come "anello" e gli anelli sono a forma di cerchio), ma è di forma quadrata.